# Kostel svatého Petra a Pavla (Bělčice)
Kostel svatého Petra a Pavla v Bělčicích v okrese Strakonice je kulturní památka a farní kostel římskokatolické farnosti Bělčice.

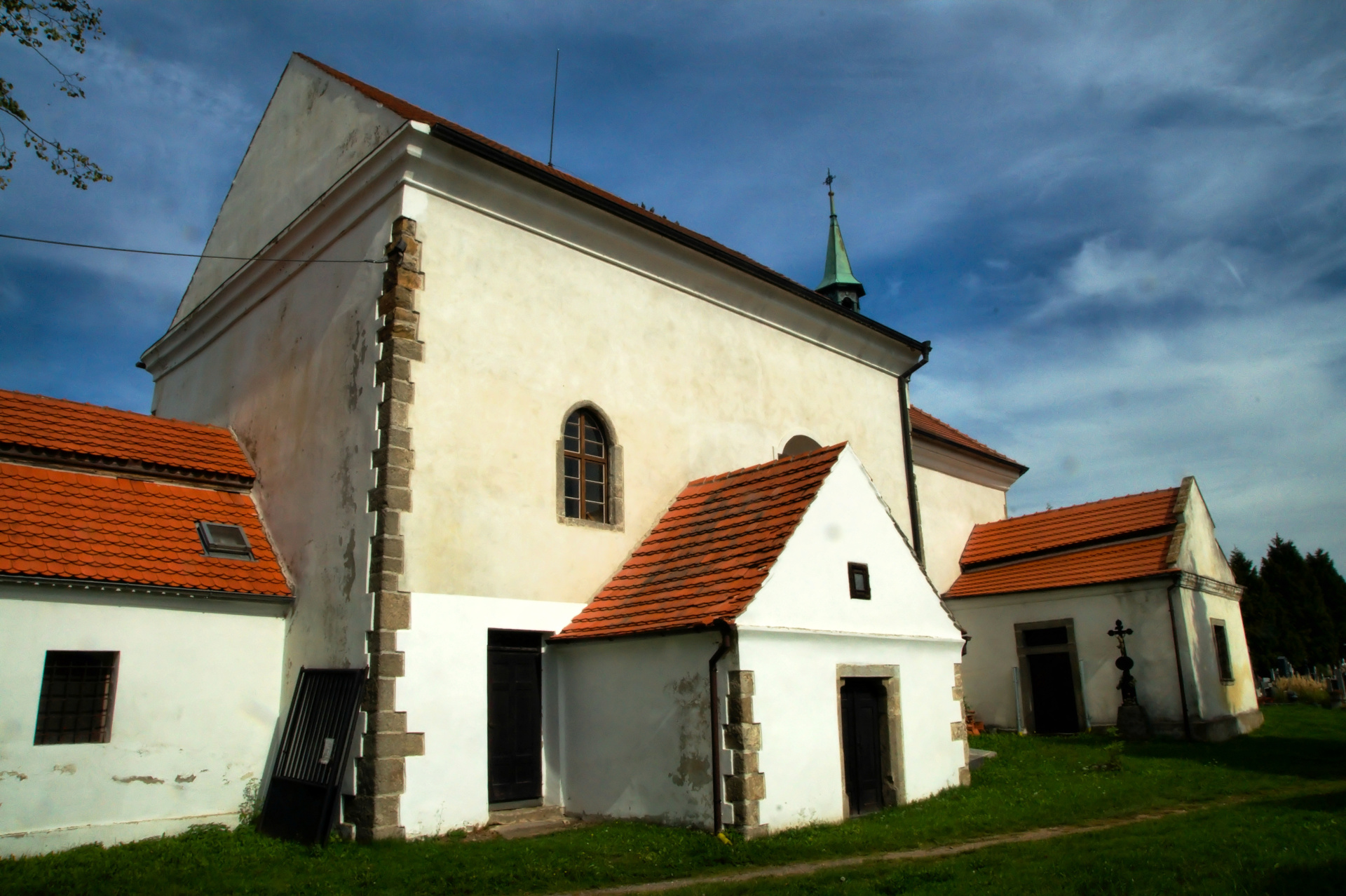
Románsko–gotické jádro kostela

## Stavební vývoj
Kostel byl postaven v pozdně románském slohu v druhé čtvrtině 13. století. Pětiboce zakončený gotický presbytář s opěráky byl vybudován v 1. polovině 14. století. Chrámová loď byla v roce 1515 zaklenuta sklípkovou (diamantovou) klenbou, která má čtyři pole, klenba je podpírána štíhlým pilířem. Po požáru dřevěné zvonice byla v roce 1694 při severní straně kostela zbudována nová s cibulovitou bání. Tato zvonice byla stržena v roce 1863. V roce 1776 byla zvětšena okna v chrámové lodi a byl zřízen kůr. V roce 1863 byla západně od kostela postavena pseudogotická hranolová zvonice.

## Zařízení kostela
Zařízení kostela je rokokové z poloviny 18. století. Obraz svaté Maří Magdaleny z roku 1839 je dílem Antonína Machka. V kostele je fragment pozdně gotické kamenné křtitelnice a náhrobní kameny z let 1566 a 1570.